# Coesia
Coesia è un gruppo di aziende per soluzioni industriali e imballaggio, con sede a Bologna. Azionista unica è Isabella Seragnoli.
Coesia comprende venti aziende: Acma, Atlantic Zeiser, Cerulean, Cima, Citus Kalix, Comas, Emmeci, FlexLink, G.D, GDM, GF, Hapa, MGS, Molins, Norden, R.A Jones, Sasib, System Ceramics, Tritron, Volpak. I segmenti di mercato interessati sono: macchine automatiche e soluzioni di processo industriale.
Il Gruppo è presente in 34 paesi attraverso 88 impianti produttivi in 136 unità operative. Con 8.000+ collaboratori, Coesia nel 2023 ha registrato un fatturato di 2.084 milioni di euro.

## Storia

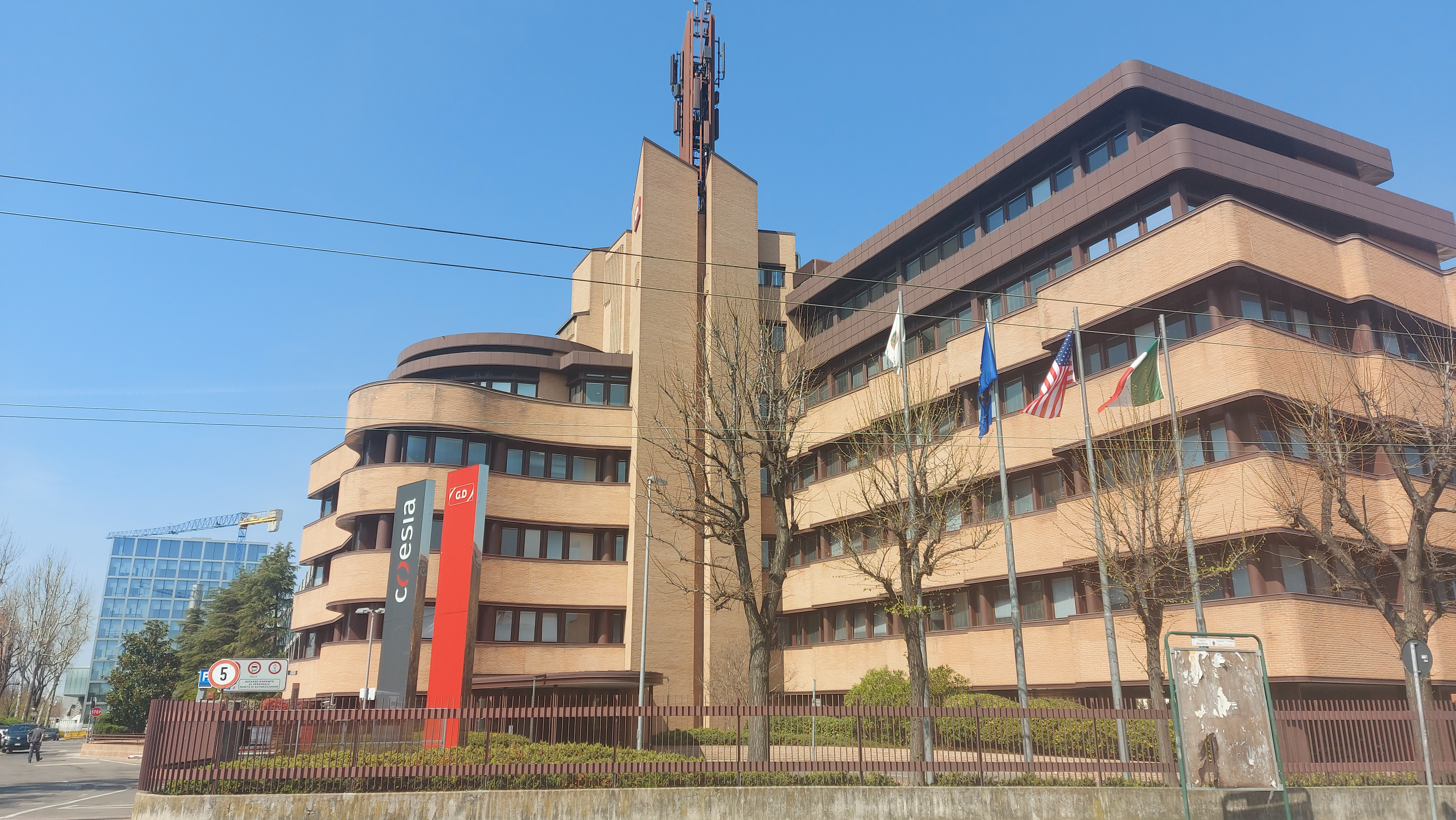
G.D sede centrale di Bologna

Negli anni ‘40 la famiglia Seràgnoli acquisisce G.D, una fabbrica di motociclette fondata nel 1923. Riconvertita in una azienda di packaging, la sua attività si è evoluta nel tempo sviluppandosi dal campo delle macchine automatiche incartatrici e impacchettatrici per caramelle, cioccolatini e saponi per poi espandersi negli anni ‘50 nel mercato per le macchine impacchettatici dell'industria dolciaria, e negli anni ‘60 con l'entrata nel settore delle macchine di confezionamento del tabacco. A partire dagli anni ‘80, nasce la CSII, holding di famiglia, poi in seguito rinominata Coesia che controlla G.D leader mondiale nella produzione di macchine per il confezionamento di sigarette e i nuovi business acquisiti (Cima nel 1980; A.C.M.A nel 1986; GDM nel 1995; Volpak nel 1996; Hapa e Laetus nel 2006; Admv, Citus, Kalix, Norden; FlexLink e Sasib nel 2011; R.A Jones nel 2012; IPI nel 2013 (venduta nel 2022), EMMECI nel 2016; Molins and Cerulean nel 2017; nel 2018 Atlantic Zeiser, Tritron e Comas e nel 2019 System Ceramics.
Dal 2002, Isabella Seràgnoli detiene il 100% della proprietà del Gruppo che dal 2005 ha assunto la denominazione Coesia S.p.A. e controlla tutte le attività operative.
Nel 2022 e nel 2023 risulta essere l'impresa italiana che ha depositato più brevetti europei.

## Critiche
Il Gruppo Coesia continua a operare in Russia nonostante le tensioni politiche in atto a livello globale. A partire dall'ottobre 2023, diverse società del gruppo hanno ancora rapporti commerciali o partnership in Russia. Questa decisione ha suscitato critiche, poiché molte aziende internazionali hanno sospeso le loro attività nel Paese in risposta agli eventi geopolitici.